# Guatemalai quetzal
A quetzal (ejtsd: „keccál”) Guatemala 1925-ben bevezetett valutája. Nevét az azonos nevű trópusi madárról kapta, melynek tolla a maja időkben fizetőeszköz volt.

## Érmék
Az érmecsalád 6 tagból áll, amelyeknek az előlapja különböző, a hátlapja egyforma. A címer található rajta.
| Kép | névérték   | Leírás   | Leírás | Leírás                           | előlap                                           |
| Kép | névérték   | átmérő   | súly   | összetétel                       | előlap                                           |
| --- | ---------- | -------- | ------ | -------------------------------- | ------------------------------------------------ |
|     | 1 centavo  | 19 mm    | 0,18 g | 85% alumínium, 15% magnézium     | Fray Bartolomé de las Casas portréja értékleírás |
|     | 5 centavo  | 16 mm    | 1,06 g | 61% réz, 20% cink, 19% nikkel    | értékleírás fa                                   |
|     | 10 centavo | 21 mm    | 3,02 g | 61% réz, 20% cink, 19% nikkel    | Quiriguá-monolit értékleírás                     |
|     | 25 centavo | 27 mm    | 8 g    | 61% réz, 20% cink, 19% nikkel    | bennszülött nő képe értékleírás                  |
|     | 50 centavo | 24–25 mm | 5,5 g  | 70% réz, 24,5% cink, 5,5% nikkel | fehér apácavirág értékleírás                     |
|     | 1 quetzal  | 29 mm    | 7 g    | 70% réz, 24,5% cink, 5,5% nikkel | Paz (béke) értékleírás                           |

## Bankjegyek
A jelenlegi címletsort 1989 és 1992 között vezették be, 1/2, 1, 5, 10, 20, 50 és 100 quetzalos bankjegyekkel. Az 1/2 quetzalost 1998-ban nyomtatták utoljára. Az 1 és 5 quetzalosnak papír és polimer változata is létezik. 2010. augusztus 23-án vezették be a sorozatba stílusában nem illeszkedő, egyedi dizájnú 200 quetzalos bankjegyet. A második polimer alapú bankjegy az 5 quetzalos, amelyet 2011-ben adtak ki. 2018-tól újra papírból készül az 5 quetzalos, korszerűsített biztonsági elemekkel. A 20, 50 és 100 quetzalos legújabb változatai már high tech biztonsági elemek alkalmazásával készülnek.
| Névérték    | Méret       | szín    | leírás                                                | leírás                                    | megjegyzés                                                                                            |
| Névérték    | Méret       | szín    | előlap                                                | hátlap                                    | megjegyzés                                                                                            |
| ----------- | ----------- | ------- | ----------------------------------------------------- | ----------------------------------------- | --- |
| ½ quetzal   |             | barna   | Tecún Umán                                            | Tikal temploma                            | Utoljára 1998-ban nyomtatták, majd érmére cserélték.                                                  |
| 1 quetzal   |             | zöld    | José María Orellana                                   | a központi bank épülete                   | 2007. augusztus 20 óta polimer alapanyagú, ebben már három, egymástól kissé eltérő változata létezik. |
| 5 quetzal   |             | ibolya  | Justo Rufino Barrios                                  | gazdaság allegóriája                      | 2011. november 14 óta polimer alapanyagú, azonban 2018-ban visszaváltottak papír alapanyagra.         |
| 10 quetzal  |             | vörös   | Miguel García Granados                                | 1872-es népgyűlés képe                    | |
| 20 quetzal  | 156 x 67 mm | kék     | Mariano Gálvez                                        | Közép-Amerika függetlenségének elfogadása | |
| 50 quetzal  |             | narancs | Carlos Zachrisson                                     | kávé allegóriája                          | |
| 100 quetzal | 158 x 67 mm | barna   | Francisco Marroquín                                   | Antigua Guatemala Egyetem első épülete    | |
| 200 quetzal | 156 x 67 mm | kékes   | German Alcántara, Mariano Valverde, Sebastián Hurtado | marimba                                   | 2010. augusztus 23.                                                                                   |